# Hayang-eup
Hayang-eup (koreanska: 하양읍) är en köping i den sydöstra delen av Sydkorea, 245 km sydost om huvudstaden Seoul. Den ligger i kommunen Gyeongsan i provinsen Norra Gyeongsang.